# Poel
Poel (phát âm tiếng Đức: [ˈpøːl]) ahy Đảo Poel (tiếng Đức: Insel Poel)), là một đảo trên Biển Baltic.